# NGC 7196
NGC 7196 este o galaxie eliptică situată în constelația Indianul. A fost descoperită în 2 octombrie 1834 de către John Herschel. Se află la o distanță de 45,29 de megaparseci de Pământ.